# Lee Fohl
Leo Alexander Fohl, dit Lee Fohl, (28 novembre 1876 - 30 octobre 1965)  est un joueur et manager américain de baseball qui évolue en ligue majeure en 1902 et 1903 comme receveur, puis comme manager entre 1915 et 1926.

## Carrière
La carrière de Fohl comme joueur de ligue majeure se limite à seulement cinq matches pour 17 passages au bâton sur deux saisons : en 1902 avec les Pittsburgh Pirates pour un match, trois passages au bâton et aucun coup sûr, en 1903 avec les Cincinnati Reds pour quatre rencontres, 14 passages au bâton, 5 coups sûrs soit une moyenne de 0,357. Fohl évolue principalement en ligues mineures, où il débute également sa carrière d'entraîneur. Il est ainsi manager-joueur à Waterbury en 1914. Les Cleveland Indians lui propose un poste d'instructeur durant l'hiver 1914-1915. Quelques semaines plus tard, il est nommé manager des Cleveland Indians à la place de Joe Birmingham (21 mai 1915).
Fohl assure la transition entre les présidences de Charles Somers et de Jim Dunn, notamment marquée par la vente des meilleurs joueurs dans le but de renflouer le président Somers. Fohl s'appuie principalement sur Tris Speaker, qui s'impose comme capitaine naturel. Le binome est intéressant, car il permet aux Indians de devenir une équipe compétitive dès 1917. En 1918, Cleveland termine deuxième de la Ligue américaine à seulement 2,5 victoires de retard sur les Boston Red Sox. La saison 1919 débute bien avec 44 victoires pour 33 défaites au soir du 17 juillet, mais une défaite cruelle arrachée par Babe Ruth sur un grand chelem énerve le président Dunn, qui licencie Fohl sur le champ, mais après avoir proposé le poste de manager à Tris Speaker, qui l'accepte.
Retiré du jeu en 1920, il retrouve un poste de manager en 1921 chez les St. Louis Browns avec lesquels il reste trois saisons. Il signe sa meilleure saison en 1922 avec 93 victoires pour 61 victoires et la deuxième place de la Ligue américaine. 
Fohl achève sa carrière en ligue majeure chez les Boston Red Sox ou il connait trois saisons très difficiles : septième en 1924 puis huitième et dernier en 1925 et 1926. Il est responsable des Toronto Maple Leafs (ligues mineures) en 1927.